# Helene Weigel
Helene Weigel (Viena, 12 de mayo de 1900 - Berlín Este, 6 de mayo de 1971) fue una de las actrices más importantes del teatro alemán del siglo XX, maestra y directora del Berliner Ensemble y la segunda esposa del autor Bertolt Brecht.

## Biografía
Hija de un contable/contador y una propietaria de una tienda de juguetes, nació en el seno de una familia judía. Helene Weigel fue a una escuela progresista controvertida fundada por el reformador social Eugenie Schwarzwald, donde el artista expresionista Oskar Kokoschka enseñó Dibujo.
En 1917 Weigel empezó a tomar lecciones de interpretación contra la voluntad de sus padres, recibiendo finalmente contratos con el Neues Theater en Fráncfort del Meno (1919-1921) y con el Frankfurter Schauspielhaus (1921-1922). En junio de 1922 Weigel se mudó a Berlín, donde durante la próxima década actuó en numerosas obras de teatro, incluyendo algunas de dramaturgos contemporáneos tan prominentes como Marieluise Fleisser (1901-1974), Ernst Toller (1893-1939) y Bertolt Brecht (1898-1956).
Asombró a los que asistieron a su primera audición en el Volksbühne de Viena. Su debut en los escenarios tuvo lugar en el Neues Theater de Frankfurt, en 1918, con el personaje de Marie en Woyzeck, de Büchner, y después de tan sólo tres meses ensayando con Arthur Holz. Allí interpretó también el papel de la Esposa, en Weibsteufel, de Schönherr (1918-1920); Griesin, en Gas II, de Kaiser (1920); Piperkarcka, en Die Ratten, de Hauptmann (1921). Actuó en el Schauspielhaus de Frankfurt (1921-1922) y en 1922 pasó a trabajar bajo la dirección de Leopold Jessner y Jürgen Fehling en Berlín, y conoció a Erwin Piscator.
En el Deutsches Theater en Berlín (1924/25) actuó en obras de Henrik Ibsen, Sófocles, Shakespeare y otros autores. Participó en varias películas, entre ellas Metrópolis de Fritz Lang.
Actuó también en el Staatstheater de Berlín, en el Deutsches Theater, dirigido por Max Reinhardt (1925-1926); y en el Junge Bühne de Berlín (1926-1927). Grabó obras para la radio y actuó en el Volksbühne de Berlín (1926-1927). De 1921 a 1930 actuó en el Staatliches Schauspielhaus en Berlín.
En 1924 conoció a Brecht, con quien se casó en 1929 y con quien tuvo a sus dos hijos Stefan (1924-2009) y Barbara (1930-2015).
Se afilió al Partido Comunista de Alemania en 1930.
Con la ascensión del nazismo en 1933 la pareja debió emigrar, primero a Suiza, luego a Dinamarca, Suecia, Finlandia y finalmente a los Estados Unidos, donde apareció en la película La séptima cruz de Fred Zinnemann.
Regresaron a Alemania en 1948 para fundar el Berliner Ensemble en Berlín Este, RDA.
Creó algunos de los más célebres personajes del teatro épico de Brecht, como Pelagea Vlassova en La madre (1932), Antigone en la obra del mismo título (1948), Natella en El círculo de tiza caucasiano (1954) y en especial Madre Coraje de Madre Coraje y sus hijos, por la que ganó el Premio del Festival de las Naciones en París en 1954 en el Teatro Sarah Bernhardt, presentándola también en Londres y Berlín.
Murió en 1971 cuando se desempeñaba como directora general del conjunto, cargo en el que fue sucedido por Ruth Berghaus.
En el año 2000, la película Abschied. Brechts letzter Sommer, de Jan Schütte, muestra su relación con Brecht.
Se editó un sello postal conmemorativo y una plaza de Berlín lleva su nombre (Helene-Weigel-Platz).